# Takami Akai
Takami Akai (赤井 孝美 Akai Takami?,  Yonago, Prefectura de Tottori, Japón, 21 de noviembre de 1961) es un ilustrador, creador de videojuegos, diseñador de personajes y animador japonés. Fue uno de los miembros fundadores de Gainax, así como también partícipe de la junta directiva del estudio. Sin embargo, abandonó Gainax en 2007 después de un incidente en el cual Akai y Keiko Mimori, una empleada de producción, realizaron comentarios despectivos sobre las críticas de los fanáticos en 2channel. Actualmente dirige su propia compañía, NineLives.
Akai asistió a la Universidad de Arte de Osaka, con especialización en bellas artes, y estaba en la misma clase que Hiroyuki Yamaga y Hideaki Anno. Fue uno de los cuatro miembros fundadores de Daicon Films (hoy en día Gainax), junto con Anno, Yoshiyuki Sadamoto y Shinji Higuchi.

## Televisión
Akai es interpretado por el actor Tomoya Nakamura en el drama televisivo de 2014, Aoi Honō, el cual se basa en el manga autobiográfico por su compañero Kazuhiko Shimamoto, también exalumno de la Universidad de Arte de Osaka.

## Trabajos
- Aikoku Sentai Dai-Nippon
- Akai Takami Works
- Seikai no Senki (anime, diseño de personajes)
- Seikai no Monshō (anime, diseño de personajes)
- Dennō Gakuen
- Majikaru Poppun (diseño de personajes)
- Kaettekita Ultraman (Daicon Film)
- Puchi Puri Yūshī (anime, historia original, diseño de personajes)
- Princess Maker (juego, diseño de personajes, director)
- Ōritsu Uchūgun: Oneamisu no Tsubasa
- Tengen Toppa Gurren-Lagann
- Yamata no Orochi no Gyakushū